# Canal de l'Espierres
Cet article concerne le canal. Pour la rivière naturelle située à proximité, voir Espierre.

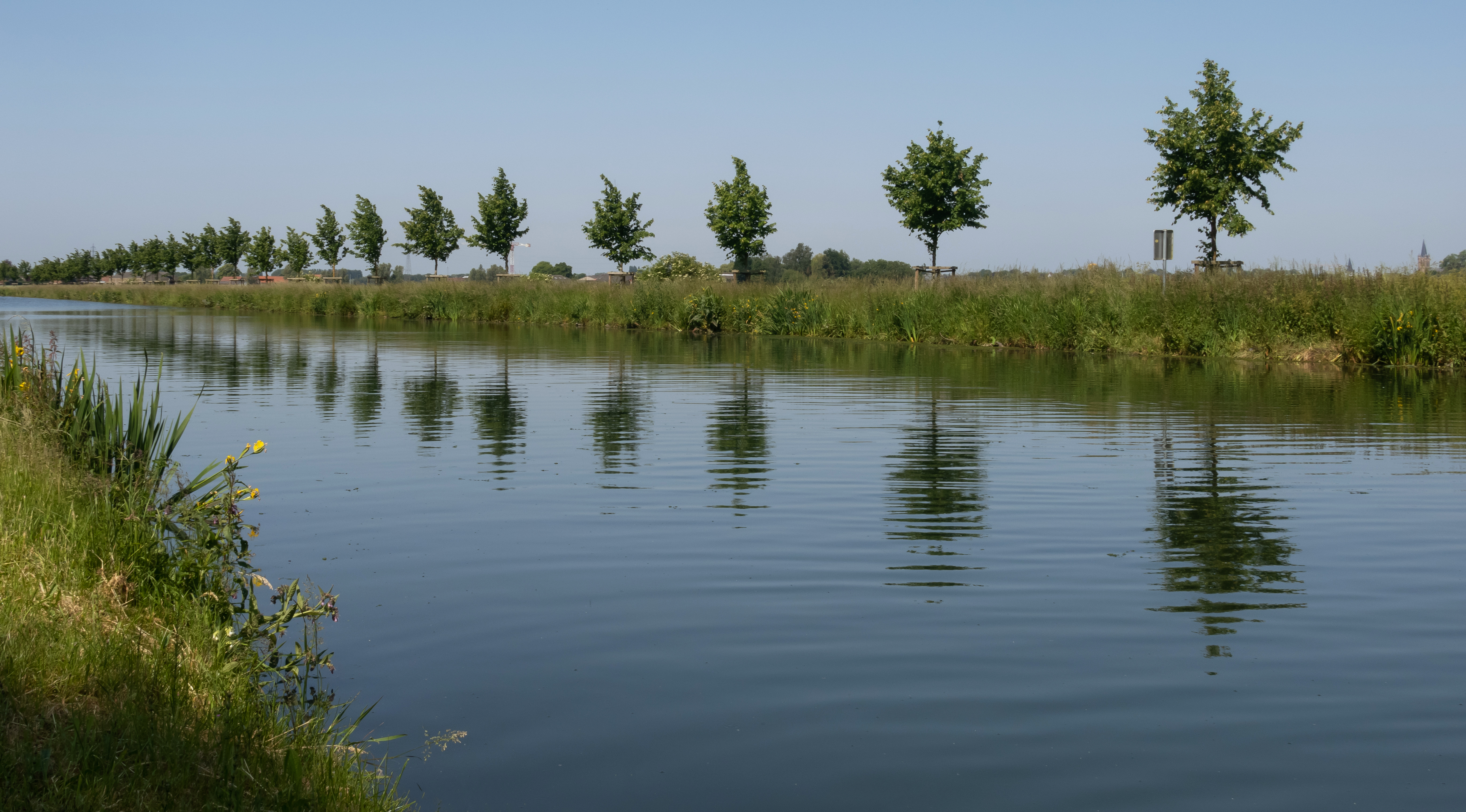
Canal d'Espierres entre Warcoing et Dottignies

Le canal de l'Espierres se situe en Belgique entre la frontière française et l'Escaut, à travers les provinces de Hainaut et de Flandre-Occidentale. Son extension française est nommée canal de Roubaix. Il a été rouvert à la circulation fluviale en 2011.

## Histoire

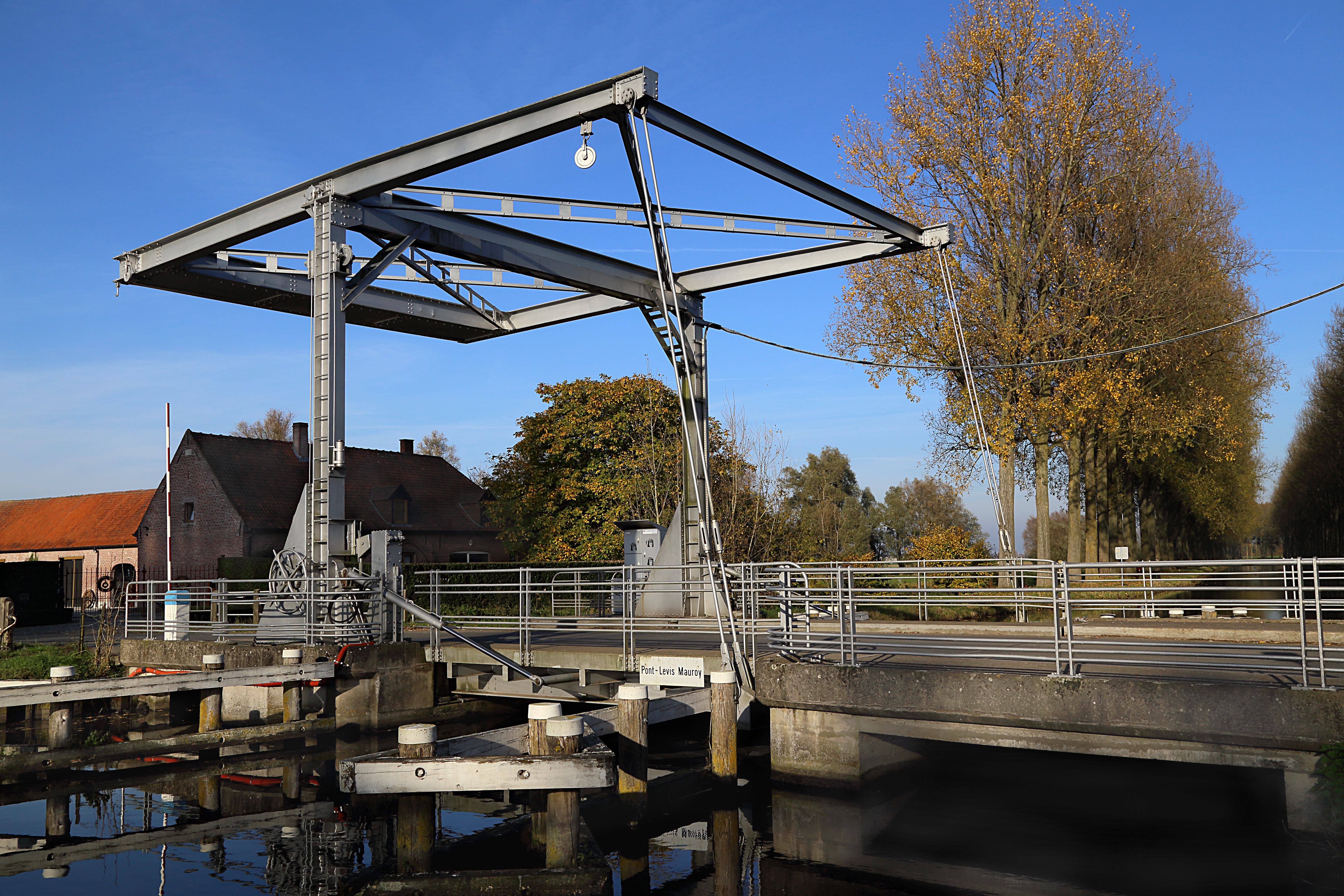
Le pont-levis Mauroy à Saint-Léger.

Le canal de l'Espierres a été construit de 1840 à 1843 afin de relier la Deûle à l’Escaut. Le but de ce canal était d’approvisionner en eau et en charbon Lille-Roubaix-Tourcoing. Pendant plus de cent ans, le canal de l’Espierres a contribué à l’essor économique de la région. La pratique de la pêche se fait à partir d’Estaimpuis et Leers-Nord parce que les eaux y sont meilleures.
En 1914, lors de la Première Guerre mondiale, les Allemands, aussitôt après leur installation dans le pays, utilisèrent le canal de l'Espierres pour le transport de gravier du Rhin ainsi que pour d'autres matériaux de construction destinés à des travaux militaires sur le front. Pendant les quatre années de guerre, de nombreux remorqueurs ont sillonné le canal ; la navigation était très intense, 30 à 40 bateaux par jour, ce qui obligeait le personnel à travailler dix-sept heures par jour sans arrêt, de fréquentes patrouilles ne lui laissaient d'ailleurs aucun répit. Les Allemands ont en outre endommagé ou enlevé pour leurs besoins un millier d'arbres croissant sur les digues.
À partir de 1950, l’essor industriel important de Roubaix et de Tourcoing, provoqua de sérieux dommages au canal. Les affluents de l’Espierres furent utilisés par l’industrie pour l’évacuation des eaux usées, ils perdirent ainsi peu à peu leur pureté. Les autorités françaises ne firent rien pour arrêter cette pollution et contribuèrent à l’aggraver. En 1972, on interdit de rejeter les eaux usées dans le canal. Ces eaux furent déversées dans le ruisseau de l’Espierres à côté du canal, ce qui augmenta près de 10 fois son débit normal !
Entre 1985 et 2011, plus aucun bateau ne naviguait sur le canal.
Le canal servit pendant 26 ans de véritable égout à ciel ouvert. Mais depuis le début du XXIe siècle, un nouvel intérêt touristique est apparu. Depuis le 8 septembre 2000, le canal est ainsi classé au Patrimoine wallon.
Et à présent chaque dimanche d'été, il est possible d'emprunter le bateau le Satcheu entre l'écluse de Leers-Nord et Saint-Léger.
Il fait partie, avec le canal de Roubaix et la Marque canalisée, de la liaison Deûle-Escaut rouverte en 2011 à la navigation de loisir grâce au programme de travaux Blue Links, financé par l'Union européenne.